# Corentino di Quimper
Corentino di Quimper, in francese Corentin (Cornovaglia armoricana, 375 circa – Quimper, 453), è stato, secondo la tradizione, il primo vescovo di Quimper e uno dei sette santi fondatori della Bretagna. La città di Quimper è un passaggio nel pellegrinaggio medievale dei sette santi della Bretagna, chiamato Tro Breizh (letteralmente: "Giro della Bretagna").

## Biografia
La sua vita è raccontata nella Vita di San Corentino scritta verso il 1220-1235.
Secondo Alberto Magno, Corentino nacque verso il 375 nella Cornovaglia armoricana. Divenne un eremita a Plomodiern ai piedi del Ménez-Hom. Secondo la leggenda, ogni giorno si avvicinava al suo eremo un pesce miracoloso dal quale Corentino per cibarsi tagliava, un pezzo che ricresceva. Corentino avrebbe alimentato anche il re Gradlon e la sua corte con un pezzo di pesce, il giorno in cui, dopo essersi perso durante una battuta di caccia, erano arrivati affamati nel suo eremo. Forse è una allusione al simbolo del pesce cristiano all'inizio del cristianesimo: la parola Ichthys (ΙΧΘΥΣ), "pesce", è un acronimo in greco per Iesous Christos Theou Yios Soter ("Gesù Cristo, il Figlio di Dio, il Salvatore"), quindi simbolicamente egli si sarebbe nutrito ogni giorno di una particola del Cristo.
Il re Gradlon decise di fondare una diocesi a Quimper e chiamò Corentino per farlo primo vescovo. Lo mandò a Tours perché fosse consacrato dal vescovo Martino, il futuro san Martino. Gradlon gli avrebbe dato anche un palazzo a Quimper nel sito dell'attuale cattedrale della città.
Morì 12 dicembre 453 e fu sepolto davanti all'altare maggiore della Cattedrale di Quimper.
La sua Memoria liturgica cade il 12 dicembre.

## Culto
Dal Martirologio Romano, alla data del 12 dicembre:	«A Quimper nella Bretagna in Francia, san Corentino, venerato come primo vescovo di questa città».